# Kanaal van Hazebroek
Het Kanaal van Hazebroek (Frans: Canal d'Hazebrouck) is een kanaal in de Westhoek (Frans-Vlaanderen) in het Franse Noorderdepartement. Het kanaal is bijna 6 km lang en loopt van Hazebroek naar De Walle (gemeente Moerbeke) en bevat één sluis, waar een verbinding is met het Kanaal van de Niepe en het Kanaal van Préaven. Het kanaal is niet langer van betekenis voor de scheepvaart. Het laatste deel van het kanaal, in de stad Hazebroek, is inmiddels gedempt en de kades van de haven zijn verdwenen. 

## Herwaardering
In 2013 is het kanaal door de firma Ghent Dredging uit de Belgische stad Gent uitgebaggerd, waarbij veel zwaar vervuilde baggerspecie is afgevoerd. Daarnaast heeft men tegelijkertijd de schoeiingen, oevers en het jaagpad opgeknapt.

## Geschiedenis
Het is een van de Kanalen van Hazebroek die in de 16e eeuw werden gegraven om de haven van Hazebroek met de Leie te verbinden. De andere drie Kanalen van Hazebroek zijn het Kanaal van de Niepe, het Kanaal van de Borre en het Kanaal van Préaven. De betreffende haven kwam tot stand in de jaren 1565-1566 onder de regering van Filips II van Spanje. Deze kanalen hebben tegenwoordig voor de scheepvaart geen betekenis meer.  